# Francisco Morosini Cordero
José Francisco Morosini Cordero (Coatzacoalcos, Veracruz, México; 20 de noviembre de 1946 - Ciudad de México; 30 de diciembre de 2006) fue un profesor y poeta mexicano. Fue el creador de la letra del himno veracruzano. Escribió una decena de libros de poesía, narrativa y cuento en aproximadamente 20 años de carrera literaria.

## Biografía
Francisco Morosini Cordero nació el 20 de noviembre de 1946 en la ciudad de Coatzacoalcos y falleció en la Ciudad de México en el año 2006. Fue docente en la Universidad Veracruzana y en la Escuela de Escritores de Veracruz, que él fundó.    
Estudio en la Escuela Secundaria y de Bachilleres Miguel Alemán González, también en la Escuela de Bachilleres “Artículo Tercero Constitucional” en la ciudad de Xalapa, en donde concluyó su bachillerato.    
En la Ciudad de México estudió la carrera de ingeniería en Electrónica y Comunicaciones en el Instituto Politécnico Nacional (IPN). Fue catedrático en el IPN. 
Como docente además del IPN impartió clases en la Facultad de Comercio tanto en Xalapa como en Coatzacoalcos, y fue director de esta última institución en 1980.
También fue director de Trámites Escolares de la Universidad Veracruzana y director de Asuntos Ecológicos del Gobierno del Estado. Estos cargos los ejerció en la capital del estado. También trabajó en el Ayuntamiento de Coatzacoalcos.

## Himno veracruzano
Junto con el músico polaco Ryszard Siwy compuso en el 2005 el himno veracruzano.

## Obra literaria

#### Poemarios
- Poeta del mar
- De amores y circunstancias
- Cantos para la Navidad
- El calendario que a diario
- Retazos de Naturaleza
- Jardín de letras

#### Narrativa
- De memoria…
- El frágil recuerdo
- Así de breve es la vida
- Coatzacoalcos
- Tajín: voces y silencios
- Uno dos tres por mí y mis compañeros
- La poesía en el Quijote
- Invitación a la ecología